# 30 St Vincent Place

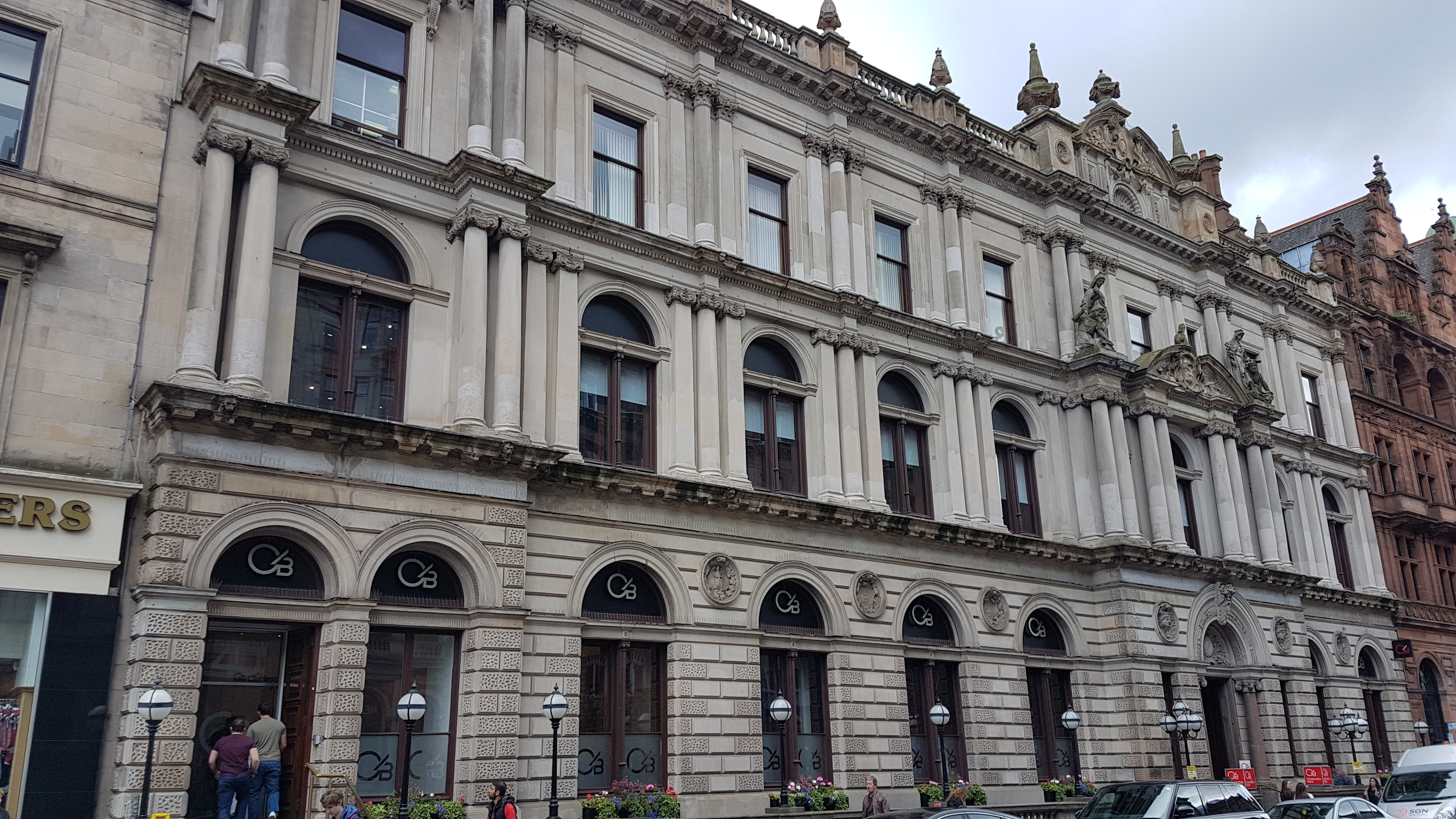
30 St Vincent Place

Unter der Adresse 30 St Vincent Place in der schottischen Stadt Glasgow befindet sich ein Geschäftsgebäude. 1970 wurde das Bauwerk als Einzeldenkmal in die schottischen Denkmallisten in der höchsten Denkmalkategorie A aufgenommen.

## Geschichte
Das Gebäude wurde zwischen 1870 und 1876 nach einem Entwurf des schottischen Architekten John Burnet erbaut. Bauherr war die Clydesdale Bank, deren Hauptsitz das Gebäude bis heute beherbergt. Um 1900 sowie 1922 wurde John James Burnet mit der Planung baulicher Veränderungen betraut. Modernisierungsmaßnahmen wurden 1951 sowie in den 1970er Jahren durchgeführt.

## Beschreibung
Das Gebäude steht am St Vincent Place abseits der Buchanan Street, eine Einkaufsstraße im Zentrum Glasgows. Rechts steht das Citizen Building, gegenüber die Scottish Provident Institution und entlang der Buchanan Street gegenüber die Glasgow Stock Exchange sowie das Gebäude 147 Buchanan Street.
Das dreistöckige Gebäude ist im Stile der venezianischen Renaissance-Architektur ausgestaltet. Auf Grund des nach rechts versetzten Eingangsportals ist die südexponierte Frontfassade nicht symmetrisch aufgebaut. Das Mauerwerk besteht aus hellem Sandstein und ist im Bereich des Erdgeschosses rustiziert. Im Erdgeschoss sowie im ersten Obergeschoss sind Rundbogenfenster verbaut. Säulen mit ionischen Kapitellen flankieren das Hauptportal, das in eine rundbögige Aussparung mit heraldisch ornamentiertem Tympanum eingelassen ist. Ein gebrochener Segmentbogengiebel verdacht das Fenster oberhalb des Portals. Ionische Säulen und Pilaster gliedern die Fassade im ersten Obergeschoss. Im zweiten Obergeschoss sind hingegen korinthische Säulen zu finden. Oberhalb des Portals tragen sie Podeste mit Statuen, die in das Gurtgesims integriert sind.